# Sagem Sperwer
Sagem Sperwer i Danmark også kaldet Tårnfalken er en fransk fremstillet UAV ("drone"). Den er fjernstyret og kan flyve i højder op til 3.800 m (12.470 ft.) i op til fem timer. Dronen er ubevæbnet men medfører gyrostabilliserede kameraer til synligt og infrarødt lys, og er primært beregnet til at indsamle taktiske militære efterretninger. Den kan transmittere billeder over en distance på op til 150 km.

## Design og udvikling
Udviklingen blev påbegyndt i midten af 1990-erne, som en efterfølger til Sagems Crécerelle ("tårnfalk") drone. Tårnfalken endte med at blive næsten tre gange så tung som Crécerelle, og af en væsentligt mere avanceret konstruktion.
Tårnfalken er ubemandet og forsynet med en lavvinget deltavinge. UAVen har intet understel, men afskydes fra en trykluftkatapult for start, og lander ved hjælp af en faldskærm. For at få den til at lande blødt er der airbags under vingerne. Den fremdrives af en tocylindret totaktsmotor med en firebladet propel i pusher-konfiguration. Propellen består af to selvstændige to-bladede træpropeller på samme aksel, og det lidt ejendommelige system er beregnet til bedst muligt at kunne overleve den specielle landingsmetode.
Tårnfalken bliver fjernstyret af en pilot, placeret i basisenheden der er placeret tæt på affyringsrampen. Nyttelasten består af et sæt gyrostabilliserede kameraer (til infrarødt og synligt lys) og billederne bliver løbende streamet til en fotoanalytiker i basisenheden.
Dronen kan nominelt flyve i 4 timer, og op til 80 km fra basisenheden, med en marchhastighed på ca 162 km/t. Der er dog en rapport om at en drone var på vingerne i mere end 5 timer under en mission i Afghanistan.
Det oprindelige navn Sperwer er hollandsk for Spurvehøg. UAVen blev navngivet af den hollandske hær, som var den første bruger. Navnet er en reference til rovfuglens skarpe syn.

## Produktion
Der foreligger ikke noget totalt tal for de producerede enheder. I 2011 blev der produceret i alt 130 stk. på fabrikken i Montluçon.

## Operationel historie
I Frankrig gjorde Tårnfalken tjeneste ved hærens 61e régiment d'artillerie, som har specialiseret sig i at operere droner. Fra slutningen af 2007 blev Tårnfalken indsat i Kosovo.
Siden 2011 har de franske droner haft et RVT-system ombord (RVT: Remote Video Terminal) som gør det muligt for tropper på jorden at følge med i video-streamen fra UAVen.
Der blev indsat syv eller otte komplette enheder (drone, startkatapult og basisenhed) i Afghanistan, fra November 2008 til Juni 2012, som en del af International Assistance and Security Force. I alt tolv droner gik tabt; fire under landingen, og otte under selve missionen. I de fleste tilfælde skete havariet på grund af tab af kontrol over fartøjet.
Den franske flåde af Tårnfalke blev "suspenderet" i juli 2020, hvilket svarer til en endegyldig nedlukning.
Ud over dette er Tårnfalken i tjeneste ved Det hollandske luftvåben, Det Svenske Flyvevåben, United States Air National Guard og ved Grækenlands Hær. Holland er ved at fjerne Tårnfalken fra fronttjeneste. Det Canadiske militær benyttede Tårnfalken i Afghanistan fra 2003, og den fløj sin sidste mission den 18. April 2009, hvorefter den blev afløst af den israelske IAI Heron.

### Danmark
Hæren tog Tårnfalken i brug i 2002, men projektet løb meget hurtigt ind i problemer. Der blev indkøbt otte UAVer, plus to til reservedele, og der blev oprettet et selvstændigt batteri, stationeret i Varde Kaserne. Det var meningen at dronerne frem til 2005 skulle have fløjet over 400 timer, men pr. midt-2005 havde de kun opnået 124 flyvetimer på grund af en serie uheld og problemer.
Efter nødlandingen af en Tårnfalk i Borris i februar 2005 fik systemet - for anden gang - flyveforbud, og efter en politisk forespørgsel nedsatte forsvarschefen en undersøgelsesgruppe. Anbefalingen blev den 2. juni 2005, at Tårnfalken skulle afvikles hurtigst muligt.
Allerede den 3. juni blev Kammeradvokaten bedt om at undersøge, hvorvidt det var muligt at rejse en erstatningssag mod det franske Sagem. Projektet havde på dette tidspunkt kostet 422 millioner kroner. I August 2006 fik Hæren solgt de ti Tårnfalke til Canada, for et beløb af 40 millioner kroner. Alt i alt kom de danske skatteborgere til at betale 285 millioner kroner for projektet. For Danmark var Tårnfalken en komplet fiasko.

## Operatører
Canada
Canadas Hær. Designeret CU-161; udtrådt af tjeneste. Antal ukendt, men Canada overtog de ti danske droner.
 Danmark
Hæren. Programmet blev nedlagt, de ti droner solgt til Canada.
 Frankrig
Armée de terre. Antal ukendt; der blev løbende bestilt flere, alle med forbedrede sensorsystemer. Dronerne er nu reelt udtrådt af tjeneste.
 Grækenland
Grækenlands Hær. Dronerne er fortsat i tjeneste, men deres antal er ukendt.
 Holland
Hollands Hær. Antal ukendt, dronerne er udtrådt af tjeneste.
 Sverige
Swedish Army. Designeret UAV01 Ugglan ("Uglen") - udtrådt af tjeneste. Antal ukendt.
 USA
Air National Guard. Antal og tjenestestand ukendt.

## Udstillede droner
Seks af de pensionered droner kan findes i canadiske museer:
- AirForce Museum Society of Alberta – ser. no. 026[12]
- Canada Aviation and Space Museum – ser. no. 001[13]
- National Air Force Museum of Canada – ser. no. 007[14]
- Greenwood Military Aviation Museum − 161026 og reservedele fra ser. no. 028[15]

Der er kun en drone i et Europæisk museum:
- Nationaal Militair Museum, den tidligere Soesterberg Air Base i Holland - ser. no. Z061[16]

## Specifikationer for Tårnfalk (Sagem Sperwer)
| Reference = Fransk Wikipedia |             |                          |
| Besætning:                   | Ubemandet - | Fjernstyret fra jorden   |
| Længde:                      | 3,5 m       | 11 ft 6 in               |
| Højde:                       | 1,3 m       | 4 ft 3 in                |
| Spændvidde:                  | 4,2 m       | 13 ft 9 in               |
| Tomvægt:                     | 275 kg      | 606 lb.                  |
| Fuldvægt:                    | 330 kg      | 727 lb.                  |
| Motor:                       | Rotax 582   | 2-cylindret totaktsmotor |
| Effekt:                      | 48 kW       | 65 Hk @ 6.500 omdr./min. |
| Propel:                      | 1 stk.      | 4-bladet                 |
| Max. fart:                   | 240 km/t    | 149 mph                  |
| Marchfart:                   | 130 km/t    | 80 mph                   |
| Rækkevidde:                  | 180 km      | 112 mi.                  |
| Max.flyvehøjde:              | 3.800 m     | 12.470 ft.               |